# Tanaella eltaninae
Tanaella eltaninae is een naaldkreeftjessoort uit de familie van de Tanaellidae. De wetenschappelijke naam van de soort is voor het eerst geldig gepubliceerd in 2004 door Guerrero-Kommritz & Blazewicz-Paszkowycz.